# سد گرانیسون
سد گرانیسون (به فرانسوی: Barrage de Grand'Maison) یک سد خاکی در فرانسه است که در اوورنی-رون-آلپ واقع شده‌است.